# 细胞

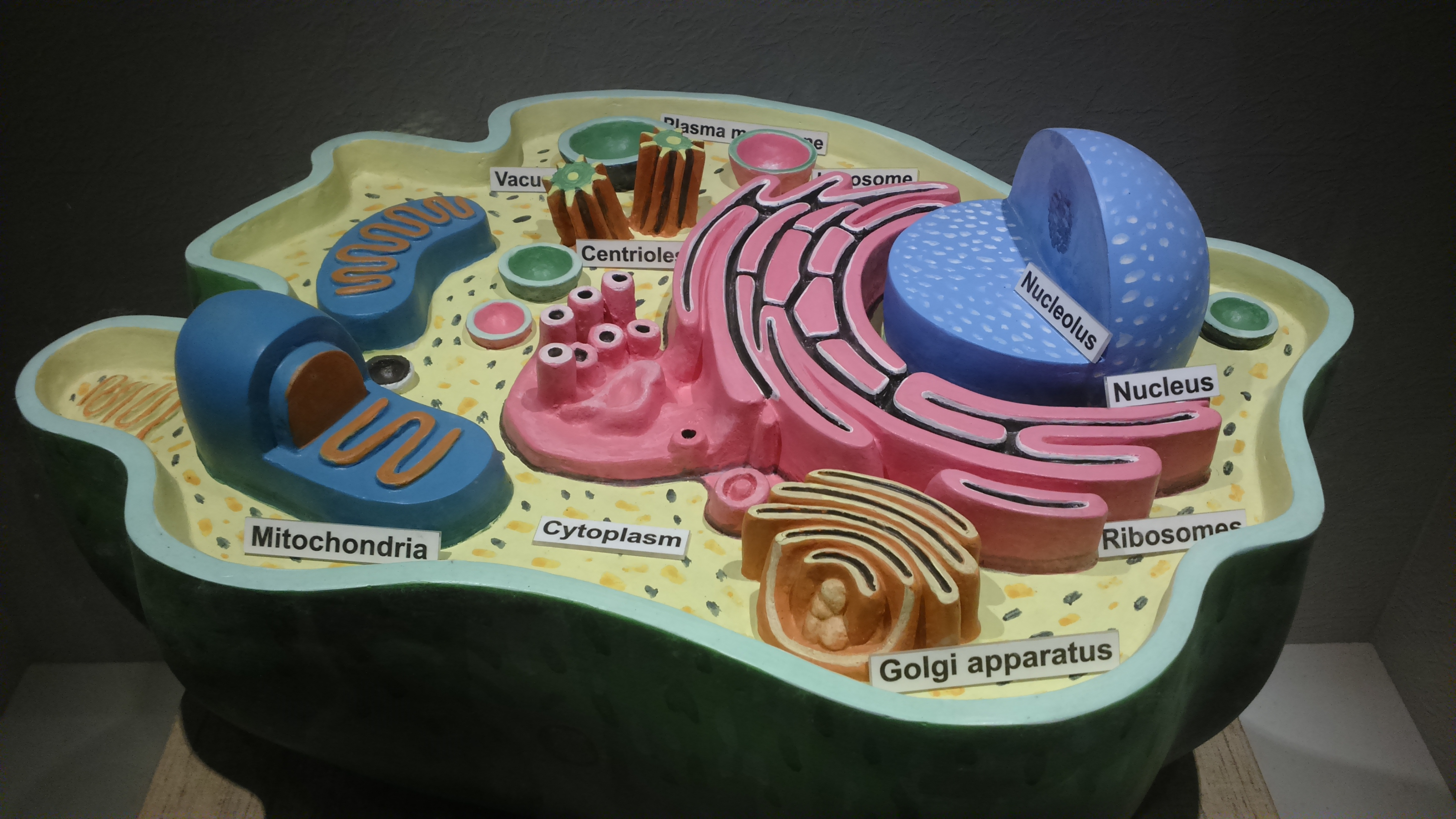
動物細胞的結構

细胞（英語：Cell）是生物体结构和功能的基本单位。它是除了病毒之外全部有完整生命力的生物的最小单位，也经常被称为生命的积木（病毒仅由DNA/RNA组成，并由蛋白质和脂肪包裹其外）。细胞可分為兩大類：原核细胞和真核细胞。细菌界和古菌界的生物由原核细胞构成。原生生物，真菌，植物和动物均由真核细胞构成。
生物可分为单细胞生物（仅由单粒细胞构成，包括大多数的细菌）和多细胞生物，人体包含数十万亿粒细胞（局部样本实验估计总计约3.72 × 1013粒）。植物细胞和动物细胞的大小在1μm到100μm之间，所以在显微镜下可见。
細胞生物學，舊稱細胞學是研究細胞的形態結構、生理機能、發育、生活史，以及各種胞器及訊息傳遞路徑的學科，可根據研究的尺度來分類，包括顯微水平，超微水平和分子水平等不同層次研究細胞的結構、功能及生命活動。

## 解剖学

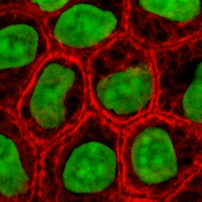
在顯微鏡下的細胞。

生物界由两种细胞构成：原核细胞和真核细胞。生命最先演化成原核细胞；地球上存在生命的最初的15亿年间，原核细胞是唯一的生存形式。化石证据可推断出生命演化成真核细胞是在大约21亿年以前。真核细胞最大的特点是其内部包含了以膜封围的细胞核来存储DNA。真核（eukaryotic）一词源自希腊语，其中前缀“eu”是“真正的”（true）意思，而“karyon”是内核的意思，这里指细胞核（nucleus）。原核（prokaryotic）是指“在细胞核出现之前”，其中前缀“pro”是“在...之前”（before）的意思，映射了原核细胞是在真核细胞之前出现的事实。

### 原核细胞

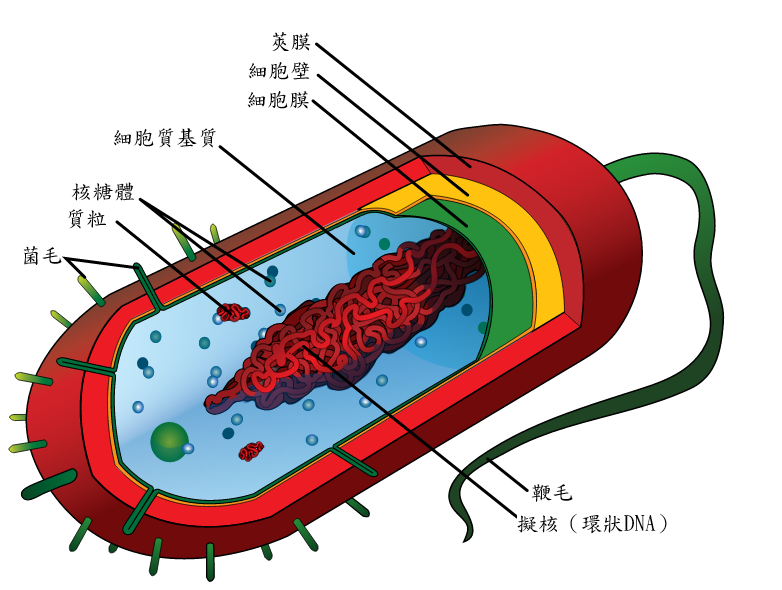
典型原核细胞结构

原核细胞比真核细胞更简单因此也更小，它没有真核细胞中的细胞核和各种的细胞器。原核细胞分两种：细菌和古菌；他们拥有相似的结构。构成原核细胞的核物质的是直接與细胞质接触的单條染色体。这片未與细胞质完全隔离的区域称为拟核。从结构上看，原核细胞分三区：
- 外形，鞭毛和纤毛保护细胞的表面。由蛋白质构成的这种结构使得细胞可以自由运动并且方便细胞间的通讯（并非所有原核细胞都包含鞭毛或纤毛）；
- 包围着细胞的是胞外被膜（英语：cell envelope）——通常包括细胞壁及其下层的细胞膜，但是有些细菌在其外层覆盖着荚膜。包膜增强细胞的坚硬度，并通过保护性的过滤功能将细胞與其外部环境隔离。多数的原核生物都有细胞壁，但支原体（细菌）和古細菌例外。细菌的细胞壁由肽聚糖构成，作为第二道屏障来隔离外界的干扰。它同时可以防止细胞由于过度膨胀及高张环境下的渗透压而破裂。一些真核细胞（如植物和真菌）也包含有细胞壁。
- 细胞内部是细胞质，包含了染色体组（DNA），核糖体和各种其他的包括物（inclusion）。染色体通常是环形分子（特例是一种细菌，伯氏疏螺旋体，引发莱姆病）。[6]

虽然原核细胞没有细胞核，但是紧缩后的DNA会形成拟核。原核细胞拟核外可携带环形的外因子控制的DNA，称为质粒；质粒可提供额外的功能，如对抗生素的耐药性。

### 真核细胞
植物，动物，真菌，黏菌，原生动物，及藻类均属于真核生物。这类细胞，其宽度可达典型原核细胞宽度的15倍，而体积可达原核细胞的1000倍。原核细胞和真核细胞的最大不同点在于真核细胞内包含有以膜边界的隔间，这些隔间是进行特定的新陈代谢活动的场所。其中最重要的是细胞核，这隔间正是遗传物质DNA的所在地。细胞核是真核细胞命名的由来，它的意思是“真正带细胞核的细胞”。其他的不同点包括：  
- 真核细胞中细胞膜的功能與其在原核细胞中的功能类似，仅在结构上有些微不同。真核细胞可能有也可能没有细胞壁。
- 真核细胞的DNA排列成一條或以上线性分子，與组织蛋白紧扣而形成染色体。所有的染色体被保存在细胞核内，由核膜将其與细胞质分隔开。某些细胞器例如线粒体拥有自身的DNA。
- 很多真核细胞长有“初生纤毛”。初生纤毛在嗅觉感觉、机械感觉和热感觉等功能上发挥着重要的作用。因此纤毛“可被视为传感器似的触角，用以协调大量的细胞信号传导，有时为纤毛运动，或者是另一种情况下为细胞分裂和变异传递信息。”[7]

- 真核细胞可以通过纤毛或鞭毛来移动。其鞭毛比原核细胞更复杂。

|          | 典型的动物细胞 | 典型的植物细胞 |
| 细胞器官 | - 细胞核 - 核仁 - 核糖体 - 细胞质 - 粗糙内质网 - 平滑内质网 - 高尔基体 - 囊泡 - 溶酶体 - 线粒体 - 细胞骨架 - 细胞膜 - 中心体 - 中心粒 | - 细胞核 - 核仁 - 核糖体 - 细胞质 - 粗糙内质网 - 平滑内质网 - 高尔基体 - 囊泡 - 液泡 - 线粒体 - 色素体及衍生物 - 细胞骨架 - 细胞膜 - 细胞壁 |

## 亚细胞成分
細胞是生物體的構造和生理的基本單位，卻不能因此認為所有的生物細胞都相同，即使在同一粒粒體內，也有因為分化而產生各式各樣外觀與功能不同的細胞，即使相同種類的細胞，也可能正在執行的生理工作也有差異，但是基本上彼此都有共同的基本構造。

### 細胞膜

脂类双层细胞膜的详细图解

細胞膜為細胞與環境之間以及胞器與細胞質之間的分界，能夠調節物質的進出，而膜上的蛋白質有許多種類，有的可以適時協助物質進出，有的能夠傳遞訊息，有的則負責防禦（免疫系統）的功能。细胞膜（又称原生质膜）为细胞结构中分隔细胞内、外不同介质和组成成份的界面。原生质膜普遍认为由磷脂质双层分子作为基本单位重复而成，其上镶嵌有各种类型的膜蛋白以及與膜蛋白结合的糖和糖脂。
原生质膜是细胞與周围环境和细胞與细胞间进行物质交换和信息传递的重要通道。原生质膜通过其上的孔隙和跨膜蛋白的某些性质，达到有选择性的，可调控的物质运输作用。

### 細胞質
細胞膜就像半透膜一樣，裝著滿滿的液狀、膠體狀的細胞質，可粗略分為细胞质基质和细胞器。細胞質含有維持生命現象所需要的基本物質，例如醣類、脂質、蛋白質、與蛋白質合成有關的核糖核酸，因此也是整粒細胞運作的主要場所，透過細胞膜外接收的訊息、細胞內部的物質，共同調節基因的表現，影響生理活動。另外，細胞質內部也有多種網狀構造，稱為細胞骨架（Cytoskeleton），可以協助維持細胞形狀，也能引導內部物質的移動，一些細胞骨架會於細胞分裂時，形成可以透過染色而觀察的紡錘絲，有一些骨架更能幫助細胞運動。

### 细胞器

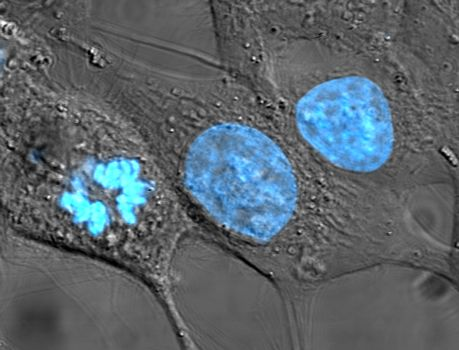
人类癌细胞，特别是海拉细胞，DNA被染成蓝色。在中央的和最右边的细胞处于间期，因此它们的DNA是弥散的并且整粒細胞核都被标记。 左边的细胞正在经历有丝分裂，其染色体已经凝聚。

- 細胞核（nucleus）——具有雙層膜的胞器，細胞核是操控整粒細胞的控制站，主要攜帶遺傳物質（DNA），包括染色體（去氧核糖核酸加上一些特殊的蛋白質）、核糖核酸等，核膜上有許多小孔稱做核孔，由數十種特殊的蛋白組成特別的構造，容許一些物質自由通過，但是分子量很大的核糖核酸、蛋白質就必須依賴這些蛋白輔助，以消耗能量的主動運輸，來往於細胞質跟細胞核之間。細胞分裂的期間可以看到細胞核中最顯著的構造——核仁，其組成為核糖體RNA，以及合成核糖體所需的蛋白質。除核仁外，细胞核中还有许多其它核细胞器，如柯浩体，PML体等。有趣的是，有些細胞為了執行特別的工作而沒有細胞核：哺乳綱動物的紅血球為了減少消耗攜帶的氧氣，所以成熟後沒有細胞核；植物的篩管、導管、假導管為了運輸功能，成熟後沒有細胞核。
- 核仁（nucleolus）——是真核细胞的細胞核中最巨大的結構，其主要功能是核糖體的合成與組裝。其他功能還包括組裝信號識別顆粒，同時也是細胞壓力反應的一部分。
- 內質網（endoplasmic reticulum）——有一部分的細胞核核膜會向細胞質延伸，形成許多相通的小管與囊袋，構成迷宮狀的網路，稱為內質網，部分內質網上附著著核糖體，稱為粗面内质网，其他的部分則稱為光面内质网。而平滑內質網上有特殊的酶系統，負責合成脂質，也能夠氧化有毒物質以減低毒性，在肝臟協助可調節血糖，在肌肉細胞可儲存許多鈣離子協助肌肉收縮；粗糙內質網則和蛋白質的合成有密切關聯，附著在粗糙內質網的核糖體所製造的蛋白質，主要運送到膜上，或是分泌出細胞之外。
- 核糖體（ribosomes）——負責合成蛋白質的胞器，由大、小兩粒次單元組成，次單元之中有核糖體RNA和核糖體特有的蛋白質，在細胞質中，接受細胞核的遺傳訊息、細胞外的刺激訊息，以合成蛋白質，可分為游離核糖體（Free ribosomes）與附著核糖體（Bound ribosomes），前者所製造之蛋白質專用於細胞質內部（不含胞器內部），後者則先經過內質網腔修飾，以小囊泡運輸到高基氏體做進一步的分類與修飾，完成的蛋白質主要包裝在胞器之中、運到膜上、或是運出細胞之外。
- 高尔基体—— 是好幾粒扁平的囊袋相疊而成，而且有固定的方向性，彼此之間並不相通。主要負責蛋白質的修飾、分類與輸送，從粗糙內質網合成的蛋白質被包在小囊泡中首先送到高基氏體，在這裡一些酶會將蛋白質修飾，例如加上一段特別的糖類標記，而許多脂質、糖類也會在這裡合成並且修飾，隨後再利用小囊泡（vesicles）往外運輸。
- 溶酶體—— 又称“溶酶体”，是單層膜的囊狀胞器，內部含有數十種從高基氏體送來的水解酶（hydrolytic enzymes），這些酶（或是稱做酵素）在弱酸的環境之下（通常為PH值5.0）能有效分解生命所需的有机物質，許多透過細胞吞噬的物質，會先形成食泡（Food vacuole），然後跟溶體融合並且進行消化。另外溶體也對老舊、損壞的胞器和細胞質進行分解，產生的小分子隨後可再次被細胞利用，一旦溶體破裂釋放出水解酶，細胞就會被分解，許多細胞凋亡的程序都與溶體有關，例如：蝌蚪變成青蛙尾巴的消失、人類胚胎手指的形成。
- 液泡（液胞） ——是另一種囊狀的單層膜胞器，在細胞中扮演不同角色，形狀可大可小。通常植物的液胞較大。在原生動物，例如草履蟲，液胞扮演伸縮泡的功能，將過多的水分收集並排出體外；大多數植物細胞液胞在細胞成熟後，佔有大部分的細胞體積，可以儲存水分、存放色素，有些種類植物的液胞更能夠協助光合作用的進行，另外液胞也有一粒很大的功能：協助細胞往大體積的方向演化同時，能夠使得細胞質的表面積變大，有利物質交換。
- 线粒体（mitochondrion）——主要協助細胞呼吸，並且產生細胞使用能量最直接的形式，三磷酸腺苷。特別的是粒線體有自己的遺傳分子，與細胞核的遺傳物質不同，只遺傳到這粒胞器的子代胞器，而不是子代細胞，能夠讓粒線體自我分裂增殖，製造本身需要的一些蛋白質，但是仍有一些調節控制的過程受到細胞核的影響，更重要的是，粒線體基因只在母系遺傳，不遵守孟德爾遺傳律，有助於研究人類演化的研究。线粒体之所以如此稱呼，是因為在顯微鏡下有兩類主要的外觀，是一種雙層膜的胞器，外膜平滑，內膜則朝內部形成皺摺狀的構造稱為摺襞，目的是為了增加生理作用的表面積，摺襞之間充滿基質，其中有許多的代謝反應進行。
- 葉綠體 ——也是雙層膜狀的胞器，與线粒体類似，有自己的遺傳物質，能夠自己分裂增殖，自製本身所需的一些蛋白質。主要功能是進行光合作用，藉由光能產生營養物質，也就是吸收光能，轉變成化學能，並藉此將無機物（二氧化碳和水）合成為有機物（醣類）。光表示光能，合表示合成。

## 细胞膜之外的结构

### 細胞壁
分類在細菌、真菌、植物的生物，其組成的細胞都具有細胞壁，而原生生物則有一部分的生物體具有此構造，但是動物沒有。細胞壁是由細胞質的分泌物構成，在電子顯微鏡的發明之後，有許多的研究因此可以讓人們知道，其成分與組成。而細胞壁可以保護細胞減少外界傷害、維持形狀，並且避免因為水分過多而脹破。
- 植物細胞壁主要成分是纖維素，經過有系統的編織形成網狀的外壁。可分為中膠層、初生細胞壁、次生細胞壁。中膠層是植物細胞剛分裂完成的子細胞之間，最先形成的間隔，主要成份是果膠質（一種多醣類），隨後在中膠層兩側形成初生細胞壁，初生細胞壁主要由果膠質、木質素和少量的蛋白質構成。次生細胞壁主要由纖維素組成的纖維排列而成，如同一條一條的線以接近直角的方式排列，再以木質素等多醣類黏接。
- 真菌細胞壁則是由幾丁質、纖維素等多醣類組成，其中幾丁質是含有碳水化合物和氨，性柔软，有弹性，與钙盐混杂则硬化，形成节肢动物的外骨骼。几丁质不溶于水、酒精、弱酸和弱碱等液体，有保护功能。
- 細菌細胞壁組成以肽聚糖為主。

### 原核生物

#### 荚膜
部分细菌，在细胞膜和细胞壁外还有着胶状荚膜（Bacterial capsule）。荚膜可以是多糖的，例如在肺炎球菌與脑膜炎双球菌中，或是多肽的，例如在炭疽芽孢杆菌，或是玻尿酸的，例如在链球菌属中。荚膜没有被正常的染色方案标记，并且可以被印度墨水或甲基蓝检测到；这允许用于观察的细胞之间的较高对比度:87。

#### 鞭毛
鞭毛是讓细胞移动的细胞器。细菌鞭毛从细胞质延伸，穿过细胞膜，并通过细胞壁挤出。它们是长而粗的线状附属物，亦是天然蛋白质。一种不同类型的鞭毛在古菌中被发现，在真核生物中亦发现了另一种不同类型的鞭毛。

#### 菌毛
菌毛，也被称为性菌毛，是在细菌表面上发现的短而薄的头发状细丝。菌毛或性菌毛由称为菌毛蛋白（抗原性）的蛋白质形成，并负责将细菌附着于人细胞的特定受体（细胞粘附）。有特定类型的特定菌毛會進行细菌接合。

## 细胞过程

### 增殖及调控
细胞生长到一定程度，不是繁殖就是死亡。细胞分裂后产生的新细胞生长增大，随后又平均地分裂成两粒和原来母细胞“一样”的子细胞，细胞这种生长與分裂的循环称為细胞周期或有丝分裂周期。
较为普遍的细胞分裂方式为有丝分裂和减数分裂。在生物的个体发育中，这两种分裂方式交替发生，以保证生物种族的延续。

### 分化與基因表达
细胞分化是个体发育过程中细胞之间产生稳定差异的过程。所以，细胞分化是指同源细胞通过分裂，发生形态、结构與功能特征稳定差异的过程。
细胞分化的实质是基因选择性表达的结果，在个体发育过程中基因按照一定程序相继活化的现象，称为基因的差次表达（differential expression）或顺序表达（Sequential expression）。即在同一时间内不是所有的基因都具活性，而是有的有活性，有的无活性，有些细胞是这部分基因有活性，有些细胞则是另外一些基因有活性。
组织特异性基因和管家基因
一类是维持细胞最基本生命活动的基因，是所有一切细胞都需具备的，由此译制基本生命活动所必需的结构和功能蛋白。这类基因称“House-keeping gene”，译为“管家基因”，它们與细胞分化关系不大。如编码與细胞分裂、能量代谢、细胞基本建成有关的蛋白质的基因属此类。另一类是译制特异蛋白质的基因，與细胞的基本生存无直接关系，但與细胞分化关系密切，被称为“Luxury gene”，译为奢侈基因。
组合调控引发组织特异性基因的表达
弄清了细胞分化的实质，研究者们便把注意力集中到基因选择表达的控制机理方面。除细胞核與细胞质的相互作用对细胞分化的影响外，包括环境在内的诸多因素均对细胞分化有重要的影响。

### 细胞衰老與凋亡
细胞衰老的研究只是整門衰老生物学（老年学，人类学）研究中的一部分。所谓衰老生物学（biology of senescence，或称老年学、老人学，gerontology）是研究生物衰老的现象、过程和规律。其任务是要揭示生物（人类）衰老的特征，探索发生衰老的原因和机理，寻找推迟衰老的方法，根本目的在于延长生物（人类）的寿命。
多细胞有机体细胞，依寿命长短不同可划分为两类，即干细胞和功能细胞。干细胞在一生都保持分裂能力，直到达到最高分裂次数便衰老死亡。如表皮生发层细胞，生血干细胞等。
细胞死亡是细胞衰老的结果，是细胞生命现象的终止。包括急性死亡（细胞坏死）和程序化死亡（细胞凋亡）。细胞死亡最显著的现象，是原生质的凝固。事实上细胞死亡是渐进过程，要决定细胞何时已死亡頗為困难。除非用固定液等人为因素瞬间使其死亡。那么，怎样鉴定细胞是否死亡了呢？通常采用活体染色法来鉴定。如用中性红染色时，生活细胞只有液泡系染成红色，如果染料扩散，细胞质和细胞核都染成红色，则标志这细胞已死亡。
细胞凋亡是主动由基因决定自动结束生命的过程，所以也常称为程序化细胞死亡。凋亡细胞将被吞噬细胞吞噬。这一假说是基于Hayflick界限提出的：1961年Hayflick根据人胚胎细胞的传代培养实验提出。指细胞在发育的一定阶段出现正常的自然死亡，它與细胞的病理死亡有根本的区别。细胞凋亡对于多细胞生物个体发育的正常进行，自稳平衡的保持以及抵御外界各种因素的干扰方面都起着非常关键的作用。例如：蝌蚪尾的消失，骨髓和肠的细胞凋亡，脊椎动物的神经系统的发育，发育过程中手和足的成形过程。

## 研究历史

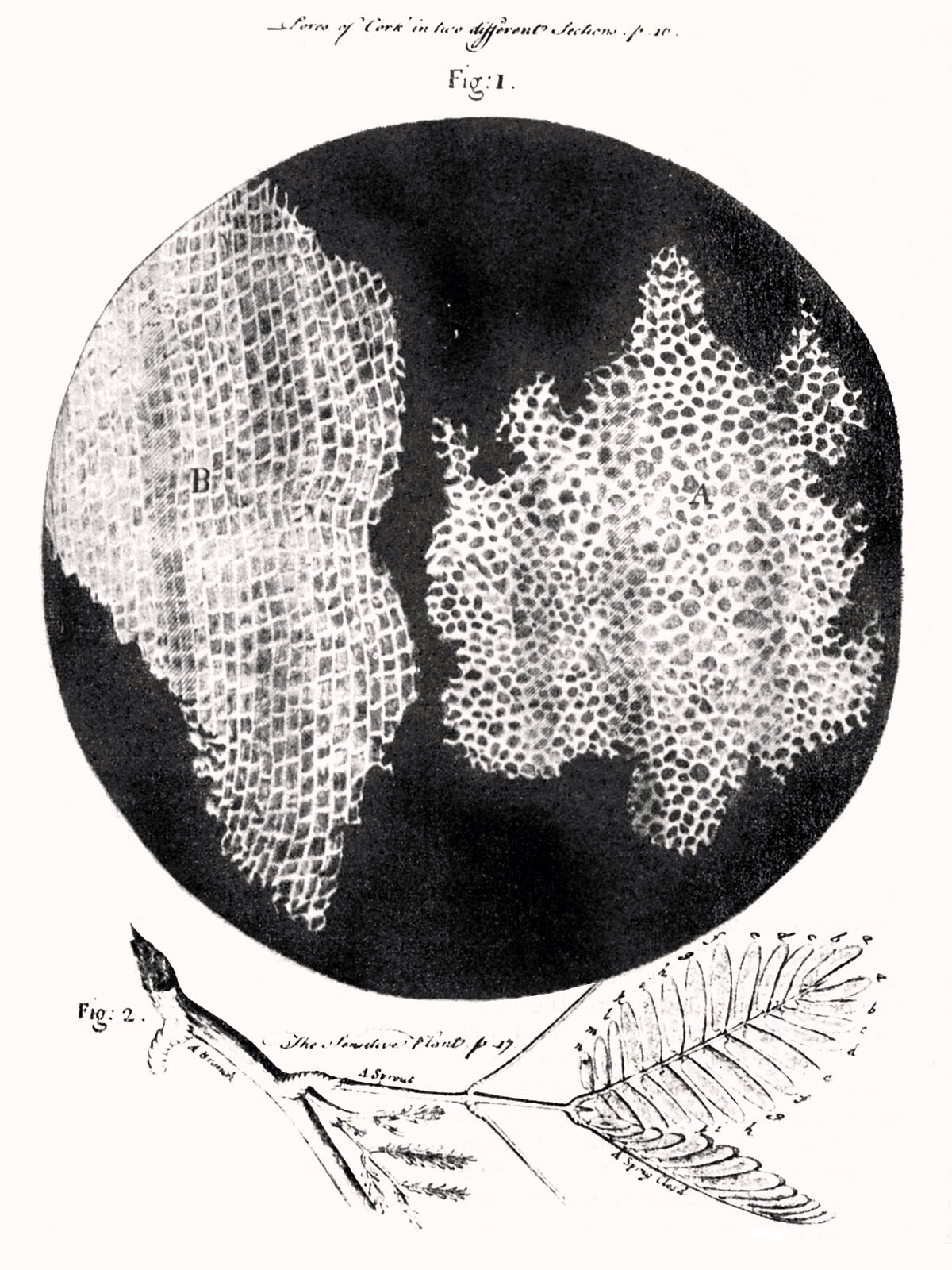
胡克对于软木中细胞的绘图，1665年

细胞是由英国科学家罗伯特·胡克於1665年发现的。當時他透過顯微鏡觀察軟木塞時看到一格一格的細胞壁，命名為細胞(cell)，這粒名詞就此誕生。當時罗伯特·胡克所看到的細胞只是細胞壁，還不是現在所定義的細胞。细胞學說最早由马蒂亚斯·雅各布·施莱登和泰奥多尔·施旺提出。現代细胞理論的内容包括：所有生物均由一粒或以上细胞组成，细胞由原已存在的细胞分裂而来，生物最重要的功能在细胞内完成，所有细胞均包含有控制功能和传递繁殖信息所必须的遗传物质。细胞（cell）一词来源于拉丁语cella，意为“狭窄的房间”。罗伯特·胡克最先使用该词作为描述性术语来表述“最小的生物组成结构”，在他1665年出版的书中他把通过显微镜所看到的软木塞细胞與僧院中僧侣所居住的小房间来比较。而這樣觀察到的細胞早已死亡，僅能看到殘存的植物細胞壁，雖然他並非真的看見一粒生命的單位（因為無生命跡象）後世的科學家仍認為其功不可沒，一般而言還是將他當作發現細胞的第一人。而事實上真正首先發現活細胞的，還是荷蘭生物學家列文虎克。
- 1674年，列文虎克以自製的鏡片，由雨水、乃至於他自己的口中發現微生物，他也是歷史上可找到的第一粒發現細菌的業餘科學家。
- 1809年，法國博物學家（博物學即二十世紀後期所稱的生物學、生命科學等的總稱）拉馬克提出：「所有生物體都由細胞所組成，細胞裡面都含有些會流動的『液體』。」卻沒有具體的觀察證據支持這說法。
- 1824年，法國植物學家亨利·杜特罗歇（1776年－1847年）在論文中提出「細胞確實是生物體的基本構造」又因為植物細胞比動物細胞多了細胞壁，因此觀察技術還不成熟的時候比動物細胞更容易觀察，也因此這說法先被植物學者接受。
- 1839年，德國動物學家泰奧多爾·施旺進一步發現動物細胞裡有細胞核，核的周圍有液狀物質，在外圈還有一層膜，卻沒有細胞壁，他認為細胞的主要部分是細胞核而非外圈的細胞壁。同一時期，德國植物學家馬蒂亞斯·施萊登以植物為材料，研究結果獲得與施旺相同的結論，他們都認為「動植物皆由細胞及細胞的衍生物所構成」，這就是細胞學說的基礎。
- 在德國泰奧多爾·施旺和馬蒂亞斯·施萊登之後的十年，科學家陸續發現新的證據，證明細胞都是從原來就存在的細胞分裂而來，而至21世紀初期的細胞學說大致上可以簡述為以下三點：細胞為一切生物的構造單位、細胞為一切生物的生理單位、細胞由原已生存的細胞分裂而來。<細胞是生物體構造與機能的基本單位>
- 细胞最早作为和製漢語出现在日本兰学家宇田川榕菴1834年的著作《植学啓原》中。[11]据沈国威研究，《植学啟原》中的“细胞”是指小胞，而不是cell[12]。

- 1858年，苏格兰传教士韦廉臣与中國数学家李善蘭翻译的《植物學》中首次把“cell”翻译为「細胞」[13][14]，该书将这词传到日本，在日本成为标准译法，19世纪末至20世纪初该词传回中国[12]。
- 作為醫生的孫文則把cell譯作「生元」。
- 1855年：鲁道夫·菲尔绍说新细胞来自预先存在细胞的细胞分裂（omnis cellula ex cellula）。
- 1859年：路易·巴斯德通过实验证否生命自发发生（generatio spontanea）（尽管弗朗切斯科·雷迪已经在1668年进行了一项实验，得到相同的结论）。
- 1931年：恩斯特·鲁斯卡在柏林大学建立了第一台透射电子显微镜（TEM）。 到1935年，他用光学显微镜的两倍分辨率构建了TEM，揭示了以前无法解析的细胞器。
- 1953年：沃森和克里克在2月28日首次宣布DNA双螺旋结构。
- 1981年：琳·馬古利斯发表了细胞进化中的共生关系，详述了共生体学说。